# Autolamellibranchiata
Die Autolamellibranchiata (auch Autolamellibranchia oder Autobranchiata bzw. Autobranchia) sind eine Großgruppe der Muscheln (Bivalvia). Sie stellen die große Mehrzahl der Muscheltaxa und sind die Schwestergruppe der Protobranchia.

## Charakterisierung
Die Gehäuse der Autolamellibranchiata sind äußerst vielgestaltig. Die Schalen sind aragonitisch mit perlmuttrigen, kreuzlamellaren oder prismatischen Strukturen. Die Vertreter mancher Gruppen (z. B. die Austern) bilden ihre Klappen aus Kalzit. Als Autapomorphie, d. h. als Alleinstellungsmerkmal, gilt die spezielle Ausbildung der Kiemen (eulamellibranch), die in den Untergruppen weitergehend charakteristisch modifiziert ist. Ein weiteres wichtiges Merkmal ist der Byssusapparat am Fuß, der zur Anheftung an das Substrat dient.

## Systematik
Die ursprüngliche Bezeichnung des Taxons lautet „Autolamellibranchiata“ und stammt von Karl Grobben. Jedoch wird heute aus Gründen der Einfachheit meist die verkürzte Form „Autobranchia“ genutzt, ohne dass dies mit einer Änderung des Konzeptes des Taxons einhergeht.
Die Autolamellibranchiata sind in Systematiken, die auf kladistischen Methoden beruhen, die Schwestergruppe der Protobranchia. Dieses Schwestergruppenverhältnis gilt als gesichert. Die Autolamellibranchiata tauchen in der hierarchischen Klassifikation als Unterklasse, Infraklasse oder als Taxon ohne Rang auf.
Die Autolamellibranchiata beinhalten zwei große Untergruppen, die ebenfalls ein Schwestergruppenverhältnis besitzen: die Pteriomorphia und die Heteroconchia.
Autolamellibranchiata Grobben, 1894
- Teilklasse Pteriomorphia Beurlen, 1944
  -     - Ordnung Mytilida Férussac, 1822
    - Ordnung Arcida Stoliczka, 1870
    - Ordnung Pteriida Newell, 1965
    - Ordnung Limida Waller, 1978
    - Ordnung Pectinida Adams & Adams, 1857
    - Ordnung Ostreida Férussac, 1822
    - Ordnung †Praecardiida Newell, 1965
    - Ordnung †Cyrtodontida Scarlato & Starobogatov, 1971
- Teilklasse Heteroconchia Hertwig, 1895
  - Überordnung Palaeoheterodonta Newell, 1965
  - Überordnung Heterodonta Neumayr, 1883

Manche Autoren unterteilen die Unterklasse Pteriomorphia noch in drei Überordnungen: Isofilibranchia (Ordnung Mytilida), Prionodonta (Ordnungen Cyrtodonta und Arcida) und Eupteriomorphia (Ordnungen Pterida, Limida, Ostreida, Pectinida).